# Горки (Житомирская область)
Го́рки (укр. Гірки) — село на Украине, основано в 1456 году, находится в Звягельском районе Житомирской области.
Население по переписи 2001 года составляет 724 человека. Почтовый индекс — 11763. Телефонный код — 4141. Занимает площадь 1,978 км².

## Адрес местного совета
11762, Житомирская обл., Звягельский р-н, с. Ярунь, ул. Мира, 13